# Phaneros ruficeps
Phaneros ruficeps là một loài bọ cánh cứng trong họ Lycidae. Loài này được Bourgeois miêu tả khoa học năm 1910.